# Municipio de Cleveland (condado de Elkhart)
El municipio de Cleveland (en inglés: Cleveland Township) es un municipio ubicado en el condado de Elkhart en el estado estadounidense de Indiana. En el año 2010 tenía una población de 11158 habitantes y una densidad poblacional de 261,54 personas por km².

## Geografía
El municipio de Cleveland se encuentra ubicado en las coordenadas 41°43′13″N 86°1′46″O / 41.72028, -86.02944. Según la Oficina del Censo de los Estados Unidos, el municipio tiene una superficie total de 42.66 km², de la cual 41.13 km² corresponden a tierra firme y (3.58%) 1.53 km² es agua.

## Demografía
Según el censo de 2010, había 11158 personas residiendo en el municipio de Cleveland. La densidad de población era de 261,54 hab./km². De los 11158 habitantes, el municipio de Cleveland estaba compuesto por el 85.88% blancos, el 5.87% eran afroamericanos, el 0.31% eran amerindios, el 1.47% eran asiáticos, el 0.12% eran isleños del Pacífico, el 3.64% eran de otras razas y el 2.71% pertenecían a dos o más razas. Del total de la población el 6.81% eran hispanos o latinos de cualquier raza.